# 伊薩亞斯·梅迪納·安加里塔
伊薩亞斯·梅迪納·安加里塔（西班牙語：Isaías Medina Angarita，1897年7月6日—1953年9月15日），前委內瑞拉總統，1941年至1945年在任。

## 生平
1914年，伊薩亞斯·梅迪納·安加里塔從委内瑞拉军事学院畢業。1936年至1941年，伊薩亞斯·梅迪納·安加里塔担任陆军部长。1941年，他击败羅慕洛·加列戈斯当选为委内瑞拉总统:43。